# 斯迈尔斯猪笼草
斯迈尔斯猪笼草（学名：Nepenthes smilesii）原产于泰国东北部、老挝南部、柬埔寨及越南西部。斯迈尔斯猪笼草可耐受长期的干旱。其常见于开阔、砂质稀树草原及草原中。
其种加词“smilesii”来源于该物种的发现者弗雷德里克·亨利·斯迈尔斯（Frederick Henry Smiles）。

## 植物学史
安南猪笼草（N. anamensis）}}是斯迈尔斯猪笼草的一个同物异名。斯迈尔斯猪笼草已被列入《2006年世界自然保护联盟濒危物种红色名录》中。
20世纪的大部分时间，斯迈尔斯猪笼草都被称之为安南猪笼草。在园艺贸易中其也出现了进一步的混乱，斯迈尔斯猪笼草被以高棉猪笼草（N. thorelii）的名称出售。在《旧大陆的猪笼草》中，斯图尔特·麦克弗森把斯迈尔斯猪笼草标记为奇异猪笼草斯迈尔斯变型（N. mirabilis f. smilesii）及奇异猪笼草斯迈尔斯变种（N. mirabilis var. smilesii）。马尔切洛·卡塔拉诺甚至认为斯迈尔斯猪笼草就是奇异猪笼草（N. mirabilis）的普通变型。

## 形态特征
斯迈尔斯猪笼草为藤本植物，茎可长达5米。
斯迈尔斯猪笼草的叶片无柄，革质，为窄线形，可长达30厘米，宽仅可达4厘米。

## 生态关系
斯迈尔斯猪笼草广泛分布于整个中南半岛。其存在于泰国东北部、老挝南部、柬埔寨和越南西部。斯迈尔斯猪笼草海拔分布范围也很广，为海拔16米至1500米，但大部分种群分布于海拔约800米处。
斯迈尔斯猪笼草是中南半岛猪笼草属植物中一种可耐受较低温度的猪笼草。
已在柬埔寨记录到了斯迈尔斯猪笼草与奇异猪笼草自然杂交种的个别标本。

## 相关物种
斯迈尔斯猪笼草与空堪达猪笼草（N. kongkandana）之间存在着密切的近缘关系，它们有着相似的外表，可能很难区分。斯迈尔斯猪笼草的叶片为线形至披针形，叶尖为急尖，而空堪达猪笼草为倒卵形，叶尖为渐尖。除此之外，斯迈尔斯猪笼草的笼蔓较短，而唇较窄。

## 扩展阅读
- 食虫植物照片搜寻引擎中斯迈尔斯猪笼草的照片 （页面存档备份，存于）

 维基共享资源上的相關多媒體資源：斯迈尔斯猪笼草
 維基物種上的相關：斯迈尔斯猪笼草